# Aleksandr Petrovich Dovzhenko
Aleksandr Petrovich Dovzhenko (tiếng Ukraina: Олександр Петрович Довженко, tiếng Nga: Александр Петрович Довженко; 10 tháng 9 năm 1894 - 25 tháng 11 năm 1956) là một nhà làm phim nổi tiếng của Liên bang Soviet - nay là Ukraina.
Cùng với Sergey Eisenstein và Vsevolod Pudovkin, Aleksandr P. Dovzhenko được đánh giá là một trong những nhà điện ảnh kỳ cựu đã góp công gây dựng tiền đề cho sự phát triển mạnh mẽ của Điện ảnh Soviet nói chung và Ukraina nói riêng trong những giai đoạn tiếp sau.

## Sự nghiệp

### Các phim đã sản xuất
- Love's Berries (tiếng Nga: Ягoдки Любви, translit. Yagodki lyubvi, tiếng Ukraina: Ягідки кохання, translit. Yahidky kokhannya), 1926
- Vasya the Reformer (tiếng Nga: Вася - реформатор, translit. Vasya - reformator, tiếng Ukraina: Вася - реформатор, translit. Vasya - reformator), 1926
- The Diplomatic Pouch ({tiếng Nga: Сумка дипкурьера, translit. Sumka dipkuryera, tiếng Ukraina: Сумка дипкур'єра, translit. Sumka dypkuryera), 1927
- Zvenigora (tiếng Nga: Звенигора, translit. Zvenigora, tiếng Ukraina: Звенигора, translit. Zvenyhora), 1928
- Công binh xưởng (tiếng Nga: Арсенал, tiếng Ukraina: Арсенал), 1928
- Đất (tiếng Nga: Зeмля, translit. Zemlya, tiếng Ukraina: Зeмля, translit. Zemlya), 1930
- Ivan (tiếng Nga: Ивaн, tiếng Ukraina: Iвaн), 1932
- Aerograd (Aerohrad, tiếng Nga: Аэроград, tiếng Ukraina: Аероград, translit.), 1935
- Bukovyna: a Ukrainian Land (tiếng Nga: Буковина, земля Украинская, translit. Bukovina, Zemlya Ukrainskaya, tiếng Ukraina: Буковина, зeмля Українськa, translit., Bukovyna, Zemlya Ukrayins'ka), 1939
- Shchors* (tiếng Nga: Щopc, tiếng Ukraina: Щopc), 1939
- Liberation* (tiếng Nga: Освобождение, translit. Osvobozhdeniye, tiếng Ukraina: Визволення, translit. Vyzvolennya), 1940
- Battle for Soviet Ukraina* (tiếng Nga: Битва за нашу Советскую Украину, translit. Bitva za nashu Sovetskuyu Ukrainu, tiếng Ukraina: Битва за нашу Радянську Україну, translit. Bytva za nashu Radyans'ku Ukrayinu), 1943
- Soviet Earth (tiếng Nga: Cтpaнa poднaя, translit. Strana rodnaya, tiếng Ukraina: Країна pідна, translit. Krayina ridna), 1945
- Victory in the Ukraine and the Expulsion of the Germans from the Boundaries of the Ukrainian Soviet Earth (tiếng Nga: Победа на Правобережной Украине и изгнание немецких захватчиков за пределы украинских советских земель, translit. Pobeda na Pravoberezhnoi Ukraine i izgnaniye nemetsikh zakhvatchikov za predeli Ukrainskikh sovietskikh zemel, tiếng Ukraina: Перемога на Правобережній Україні, translit. Peremoha na Pravoberezhniy Ukrayini), 1945
- Michurin (tiếng Nga: Мичурин, tiếng Ukraina: Мічурін), 1948
- Farewell, America (tiếng Nga: Прощай, Америкa, tiếng Ukraina: Прощай, Америко, translit. Proshchay, Ameryko), 1949
- Bài thơ Biển* (tiếng Nga: Поэма о море, translit. Poema o more, tiếng Ukraina: Поема про море, translit. Poema pro more), 1959

## Vinh danh
Tên của ông được đặt cho tên gọi một trong những xưởng phim lớn nhất Liên bang Soviet trước đây và Ukraina hiện nay: Dovzhenko Film Studios.